# اینی مینی (فیلم)
آن مان نوارا یا اینی مینی (به انگلیسی: Eenie Meanie) فیلمی آمریکایی و آماده اکران در ژانر سرقت و دلهره‌آور به نویسندگی و کارگردانی شان سیمونز در نخستین تجربهٔ کارگردانی وی است. سامارا ویوینگ در نقش اصلی، در کنار گروهی از بازیگران شامل کارل گلاسمن، جرمین فاولر، مارشون لینچ، رندل پارک، استیو زان و اندی گارسیا بازی می‌کند.
اینی مینی قرار است در تاریخی نامشخص توسط استودیوهای قرن بیستم از طریق رسانهٔ هولو به نمایش درآید.

## پیش فرض
ادی، یک راننده نوجوان سابق که در گذشته راننده خودروهای فرار از صحنه جرم بوده، وقتی کارفرمای سابقش به او فرصتی برای نجات جان دوست پسر سابقش می‌دهد که به شدت غیرقابل اعتماد است، دوباره به گذشته تلخش باز می‌گردد.

## بازیگران
- سامارا ویوینگ در نقش ادی
  - ال گراهام در نقش ادی جوان
- کارل گلاسمن در نقش جان
- استیو زان در نقش پدر
- اندی گارسیا در نقش نیکو
- رندل پارک در نقش لئو
- مارشون لینچ در نقش پرم والترز
- مایک اومالی در نقش جرج
- جرمین فاولر در نقش نامعلوم
- کریس باوئر در نقش نامعلوم